# Bisdom Prince George
Het bisdom Prince George (Latijn: Dioecesis Principis Georgensis) is een rooms-katholiek bisdom met als zetel Prince George, in Canada. Het bisdom is suffragaan aan het aartsbisdom Vancouver. 

## Geschiedenis
Het bisdom werd opgericht op 9 maart 1908, als de apostolische prefectuur Yukon, uit delen van het apostolisch vicariaat Mackenzie en het bisdom New Westminster. Op 20 november 1916 werd het verheven tot apostolisch vicariaat met de naam Yukon-Prince Rupert. Op 14 januari 1944 werd het apostolisch vicariaat hernoemd naar Prince Rupert en splitste het apostolisch vicariaat Whitehorse zich af. Op 13 juli 1967 werd het verheven tot bisdom en veranderde van naam naar bisdom Prince George en werd suffragaan aan het aartsbisdom Grouard-McLennan. Op 25 maart 2000 veranderde het van kerkprovincie en werd suffragaan aan het aartsbisdom Vancouver. 

## Parochies
Het bisdom had in 2021 een oppervlakte van 345.600 km2 en telde 281.000 inwoners waarvan 21,9% rooms-katholiek was.

## Bisschoppen
- Émile-Marie Bunoz (6 maart 1908 - 3 juni 1945)
  - Jean-Louis-Antoine-Joseph Coudert (coadjutor: 27 januari 1936 - 15 januari 1944)
- Anthony Jordan (22 juni 1945 - 17 april 1955)
- John Fergus O’Grady (19 december 1955 - 9 juni 1986)
- Hubert Patrick O’Connor (9 juni 1986 - 8 juli 1991)
- Gerald William Wiesner (6 oktober 1992 - 3 januari 2013)
- Stephen Arthur Jensen (3 januari 2013 - heden)

Vancouver (aartsbisdom) · Kamloops · Nelson · Prince George · Victoria